# Dieter Riefling
Dieter Riefling (* 13. Juni 1968 in Alfeld (Leine)) ist ein deutscher Neonazi und ehemaliger Kader der verbotenen Organisation FAP, der bundesweit als Redner bei rechtsextremen Aufmärschen und Kundgebungen auftritt.

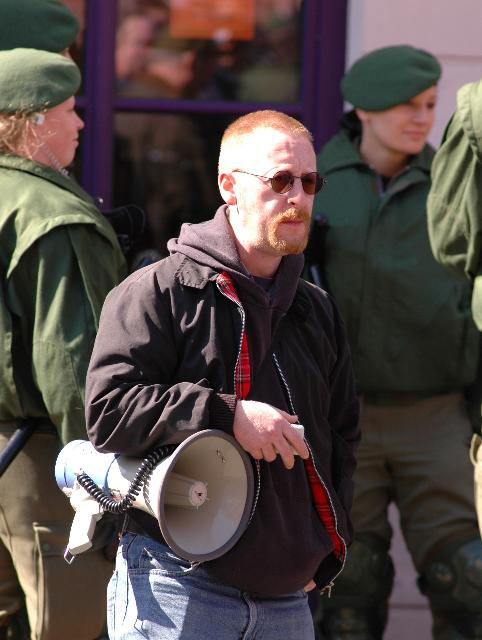
Dieter Riefling

## Politischer Werdegang
Riefling machte nach eigenen Angaben eine Ausbildung zum Bäcker.
In den 1980er Jahren war Riefling zweiter Vorsitzender des Hildesheimer Büros der FAP, danach Kreisbeauftragter der FAP Recklinghausen und Verantwortlicher der FAP-Zeitschrift „Der Aktivist“. Später wirkte er an der Gründungen mehrerer „Freier Kameradschaften“ z. B. in Recklinghausen und Hildesheim mit. Außerdem ist er im Umfeld der verbotenen „Blood and Honour“-Bewegung aktiv. Riefling hat gute Kontakte zu bundesweit agierenden Neonaziführern wie Thorsten Heise, Vorstandsmitglied der NPD und Leiter des Referats „freie Kameradschaften“, und zu dem Hamburger „Führer der freien Nationalisten“ Christian Worch. Wie auch Worch bezeichnet er sich selbst als „Freien Nationalisten“. 1998 wurde Riefling von Kennern der Neonaziszene zu einem der 20 führenden Köpfe im rechtsextremen Spektrum gezählt.
Im Januar 2007 heiratete er Ricarda Riefling, welche ebenfalls im rechtsextremen Spektrum aktiv ist. Das Paar, das zusammen vier Kinder hat, ließ sich 2012 scheiden. Ricarda Riefling ist mittlerweile die Ehefrau des Pirmasenser Stadtrats Markus Walter.

## Die Hildesheimer „Bürgerinitiative für Zivilcourage“
Riefling war maßgeblicher Initiator und Verantwortlicher im Sinne des Presserechtes einer „Bürgerinitiative für Zivilcourage“ (BfZ) in Hildesheim. Diese „Bürgerinitiative“ gibt sich in erster Linie bürgernah und ruft beispielsweise zum Müllsammeln am „Nationalen Umwelttag“ auf. Die Inhalte dieser Flugblätter und Aktionen sind jedoch offen nationalistisch. Den neonazistischen Hintergrund zeigt das Logo der BfZ, ein Zahnkranz, der auch schon von der nationalsozialistischen „Deutschen Arbeitsfront“ und der FAP verwendet wurde.

## Rieflings Verhältnis zur NPD
Dieter Riefling hat als einer der bekanntesten Vertreter der „Freien Kräfte“ ein ambivalentes Verhältnis zur NPD. Wie Worch pflegt er ein eher distanziertes Verhältnis zu der Partei. Zum anderen trat er häufig als Redner bei von der NPD organisierten Kundgebungen, Demonstrationen und Veranstaltungen auf. Diese Zusammenarbeit erhielt jedoch einen Dämpfer, nachdem Riefling auf einer von der NPD angemeldeten Demonstration am 29. Oktober 2005 in Göttingen als Repräsentant der „Freien Kräfte“ sprechen sollte, aber vom NPD-Landesvorstand unter Leitung von Ulrich Eigenfeld ein Redeverbot gegen ihn verhängt wurde. Zahlreiche „Freie Kameradschaften“ insbesondere aus Niedersachsen und den angrenzenden Bundesländern, der Kampfbund Deutscher Sozialisten (KDS), das Aktionsbüro Norddeutschland und Aktionsbüro Westdeutschland, einige NPD-Kreis- und Ortsverbände, der JN-Landesverband Niedersachsen und mehrere führende Neonazis wie Daniel Gräf, Ralph Tegethoff, Axel Reitz, Philipp Hasselbach, Peter Borchert und Hartmut Wostupatsch erklärten daraufhin am 4. Januar 2006, die Zusammenarbeit mit dem NPD-Landesverband Niedersachsen bei Demonstrationen und Saalveranstaltungen mit sofortiger Wirkung solange einzustellen, wie dieses Verbot Bestand hat. Riefling wurde in diesem Zusammenhang als der „bekannteste freie Redner in Niedersachsen“, als „langjähriger Führungskader und deshalb auch repräsentativ“ bezeichnet.
Im Rahmen der Vorbereitung der Landtagswahl 2008 in Niedersachsen erfolgte eine erneute Annäherung zwischen NPD und Vertretern der sogenannten „Freien Kräfte“. So war Riefling als Direktkandidat für die NPD zur Landtagswahl im Wahlkreis 21 (Hildesheim) angetreten.

## Strafverfahren
Dieter Riefling ist mehrfach einschlägig vorbestraft. So wurde er 1993 wegen Volksverhetzung und Verbreitung von Propagandamitteln verfassungswidriger Organisationen verurteilt. 1998 erhielt er eine zehnmonatige Haftstrafe, nachdem er einem Polizeibeamten einen Nasenbeinbruch zugefügt hatte. Wegen Fortführung der 1995 wegen Verfassungsfeindlichkeit verbotenen FAP wurde er 1999 zu einer Bewährungsstrafe verurteilt. Am 18. Februar 2013 bestätigte das Landgericht Münster ein Urteil des örtlichen Amtsgerichts, welches Riefling des Verwendens von Kennzeichen verfassungswidriger Organisationen schuldig befunden und zu einer Freiheitsstrafe von sechs Monaten, auf Bewährung, verurteilt hatte.
Am 25. September 2014 verurteilte das Landgericht Aachen Dieter Riefling zu einer 13-monatigen Bewährungsstrafe, sowie eine Geldbuße von 750 €, wegen Volksverhetzung und der Verwendung von Kennzeichen verfassungsfeindlicher Organisationen.
Ebenfalls wegen Volksverhetzung wurde der damals 46-Jährige im Januar 2015 vom Oberlandesgericht Jena zu einer einjährigen Haftstrafe verurteilt, welche dieses Mal nicht zur Bewährung ausgesetzt wurde. Der Anlass für die Verurteilung geht ins Jahr 2012 zurück und bezieht sich auf rassistische Beleidigungen, welche Riefling beim Rechtsrock-Festival „Rock für Deutschland“ in Gera, vor 700 Menschen gegenüber der Fernsehmoderatorin Mo Asumang geäußert hat. Diese hatte das Rechtsrock-Festival für den Dreh des Dokumentarfilms „Die Arier“ besucht.

## Zitate
„Wenn wir es geschafft haben, wirklich alle in der nationalen Opposition zu vereinigen, unter welchem Vorzeichen auch immer, dann wird es wie einst einen Sternmarsch nach Berlin geben, und dann wird uns keiner dieser Hochverräter mehr entkommen. Dann wird jede Ausfallstraße gesperrt sein, Barrikaden werden stehen. Dann ist Deutschland wieder erwacht. …“

„Wenn uns die Straße gehört, ist dies der erste Schritt. Wenn uns die Parlamente gehören, ist dies dann der zweite Schritt. Und der dritte Schritt wird die Wiederherstellung des Deutschen Reiches bedeuten. Daran wird niemand vorbeikommen.“